# Styloctetor purpurescens
Styloctetor purpurescens är en spindelart som först beskrevs av Eugen von Keyserling 1886.  Styloctetor purpurescens ingår i släktet Styloctetor och familjen täckvävarspindlar. Inga underarter finns listade i Catalogue of Life.